# Libreria antiquaria Bourlot

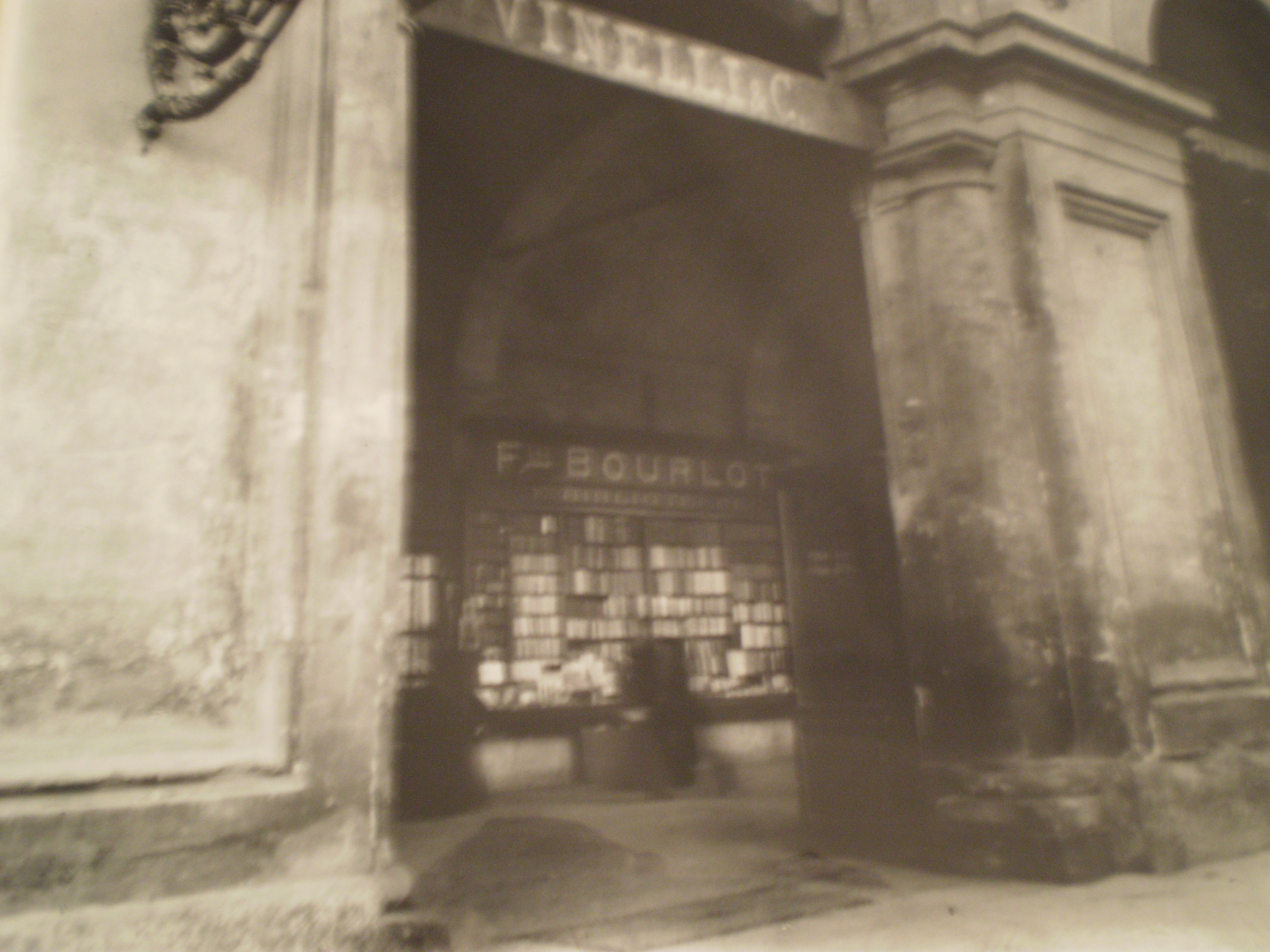
La Libreria Antiquaria Bourlot nei primi anni di attività (XIX secolo), in piazza San Carlo a Torino - Archivio Libreria Antiquaria Bourlot

La Libreria Antiquaria Bourlot è una storica libreria italiana, fondata a Torino nel 1848 dai giovani Vittorio e Pietro Bourlot che, discesi da Fenestrelle (Val Chisone), aprirono una bancarella di libri antichi sotto le arcate dei portici di piazza San Carlo.

## Storia
Condotta sempre dalla stessa famiglia per cinque generazioni, la libreria si è con il tempo arricchita con acquisti di importanti biblioteche, collezioni ed è stata frequentata da personaggi noti (tra questi Luigi Einaudi, Umberto di Savoia, i duchi di Genova e d'Aosta, Giuseppe Giacosa, Benedetto Croce, Achille Loria, Luigi Pirandello, Francesco Pastonchi, Ettore Petrolini, Arturo Toscanini, Roberto Tremelloni, Giovan Pietro Vieusseux, Ermete Zacconi) e dai proprietari di altre storiche librerie antiquarie italiane e straniere (Hoepli di Milano, Olschki e Gozzini di Firenze, Rappaport di Roma, Maggs e Quaricht di Londra, De Nobele, Loliée e Clavreuil di Parigi, Harrassovitz e Hiersemann di Berlino, Rosenthal di Monaco, Tulkens di Bruxelles, Landarchet di Lione).
Nell'autunno del 1947 Gian Vittorio Bourlot assieme ad altri 18 soci, fu tra i fondatori dell'Associazione librai antiquari d'Italia, all'epoca "Circolo dei librai antiquari".
Da più di mezzo secolo la libreria è passata alla famiglia Birocco. Attualmente il proprietario è Marco Birocco. L'attuale sede è in via Po 7, in un palazzo del seicento sotto i portici della via.